# نجم تكنيشيوم
نجم تكنيشيوم، (بالإنجليزية: Technetium star)‏ أو نجم غني بالتكنيشيوم -Tc-rich star-، هو نجم خصائصة الطيفية تحتوي على خطوط الامتصاص الضوئية المشعة لفلز التكنيشيوم .النظير الأكثر استقرارا للتكنيشيوم هو 98Tc متوسط عمرة 4.2 مليون سنة، وهو زمن قصير جدا لايسمح بوجود فلز من قبل تشكل النجم.لذلك، فأن اكتشاف التكنيشيوم في الأطياف النجمية في عام 1952 قدم دليلا لا لبس فيه عن التوليف النووي النجمي. واحد الأمثلة الأكثر تطرفا هي متغير ميرا النجم أر التوأم (R Geminorum).